# Cold Brook
Cold Brook és una població dels Estats Units a l'estat de Nova York. Segons el cens del 2000 tenia 336 habitants.

## Demografia
Segons el cens del 2000, Cold Brook tenia 336 habitants, 123 habitatges, i 93 famílies. La densitat de població era de 294,8 habitants/km².
Dels 123 habitatges en un 39,8% hi vivien nens de menys de 18 anys, en un 55,3% hi vivien parelles casades, en un 14,6% dones solteres, i en un 23,6% no eren unitats familiars. En el 19,5% dels habitatges hi vivien persones soles el 6,5% de les quals corresponia a persones de 65 anys o més que vivien soles. El nombre mitjà de persones vivint en cada habitatge era de 2,73 i el nombre mitjà de persones que vivien en cada família era de 3,12.
Per edats la població es repartia de la següent manera: un 31,5% tenia menys de 18 anys, un 7,1% entre 18 i 24, un 25,6% entre 25 i 44, un 22% de 45 a 60 i un 13,7% 65 anys o més.
L'edat mediana era de 34 anys. Per cada 100 dones de 18 o més anys hi havia 101,8 homes.
La renda mediana per habitatge era de 30.455 $ i la renda mediana per família de 33.333 $. Els homes tenien una renda mediana de 22.500 $ mentre que les dones 18.542 $. La renda per capita de la població era de 13.674 $. Entorn del 12% de les famílies i el 10,9% de la població estaven per davall del llindar de pobresa.